# 辻よしなりの「週末アソビナビ」
『TOYOTA CROWN Presents 辻よしなりの「週末アソビナビ」』（トヨタクラウン プレゼンツ つじよりなりの「しゅうまつアソビナビ」）は、2011年4月9日から2013年3月30日まで放送されていた、ドライブする旅で紹介するTBSラジオでの週末エンタテイメント情報番組。トヨタの一社提供、元テレビ朝日アナウンサー・辻よしなりの冠番組。

## 概要
開始から1年間は前番組同様、毎月1名「人生の達人」として著名人ゲストを迎えて「アソビ」についてトークを展開する内容だったが、2012年4月より辻が話題のドライブスポットからリポートする内容となった。2012年10月から2013年1月12日まではTBSの男性アナウンサーと共にトヨタレンタリースを利用してのドライブリポートを行なった。
2013年1月18日に再度内容を変更。トヨタ・クラウンをメインCMに据え、テーマソングを変更。ゲストトークを復活させている。
2013年3月30日（TBSラジオ放送分）を以って放送終了。トヨタ自動車提供枠は日曜17時台に移動し、2013年4月7日より『おぎやはぎのクルマびいき』を放送している。

## 出演者
- 辻よしなり

## ネット局
- TBSラジオ（キー局）土曜17:00 - 17:15
- 北海道放送 土曜11:40 - 11:55（「おぢさんツインカム」に内包）
- 青森放送 土曜10:05 - 10:20
- 秋田放送 土曜9:00 - 9:15
- IBC岩手放送 日曜8:45 - 9:00
- 東北放送 日曜10:05 - 10:20
- 山形放送 土曜17:20 - 17:35
- ラジオ福島 土曜17:00 - 17:15
- 新潟放送 日曜9:30 - 9:45
- 信越放送 土曜15:35 - 15:50
- 山梨放送 日曜6:50 - 7:05
- 北日本放送 土曜9:00 - 9:15
- 北陸放送 土曜8:15 - 8:30（最も速い放送。）
- 福井放送 土曜10:45 - 11:00
- 静岡放送 日曜10:45 - 11:00
- 中部日本放送 土曜12:15 - 12:30
- 朝日放送 日曜9:30 - 9:45
- 和歌山放送 日曜9:45 - 10:00
- 山陰放送 土曜16:45 - 17:00
- 山陽放送 土曜17:15 - 17:30
- 中国放送 日曜11:00 - 11:15（最も遅い放送。）
- 山口放送 土曜15:30 - 15:45
- 西日本放送 土曜17:00 - 17:15
- 四国放送 土曜10:00 - 10:15
- 南海放送 土曜11:45 - 12:00
- 高知放送 土曜9:05 - 9:20
- RKB毎日放送 日曜11:15 - 11:30
- 長崎放送 土曜17:15 - 17:30
- 大分放送 土曜9:15 - 9:30
- 熊本放送 土曜14:30 - 14:45
- 宮崎放送 土曜10:20 - 10:35
- 南日本放送 土曜16:35 - 16:50
- 琉球放送 土曜10:00 - 10:15